# Сен-Манде-сюр-Бредуар
Сен-Манде́-сюр-Бредуа́р (фр. Saint-Mandé-sur-Brédoire) — коммуна во Франции, находится в регионе Пуату — Шаранта. Департамент коммуны — Шаранта Приморская. Входит в состав кантона Ольне. Округ коммуны — Сен-Жан-д’Анжели.
Код INSEE коммуны — 17358.

## Население
Население коммуны на 2010 год составляло 307 человек.
| 1962 | 1968 | 1975 | 1982 | 1990 | 1999 | 2010 |
| ---- | ---- | ---- | ---- | ---- | ---- | ---- |
| 464  | 430  | 403  | 354  | 318  | 340  | 307  |